# Times of Vietnam
Times of Vietnam là tờ báo tiếng Anh không còn tồn tại ở Việt Nam Cộng hòa dưới thời Tổng thống Ngô Đình Diệm.
Từng được coi là cơ quan ngôn luận chính thức của chế độ Diệm, tờ Times of Vietnam đã bị đình bản sau cuộc đảo chính năm 1963 và vụ ám sát Tổng thống Diệm ngay sau đó vào ngày 2 tháng 11 năm 1963. Lần xuất bản cuối cùng là ấn bản buổi sáng ngày 1 tháng 11, vì các văn phòng của tờ báo này đã bị những phần tử bạo loạn chống Diệm đốt cháy trong suốt cuộc đảo chính được bắt đầu vào chiều hôm đó.
Tờ báo này do Gene và Ann Gregory xuất bản. Họ là hai người Mỹ thân cận nhất cả về mặt cá nhân lẫn thông qua các mối quan hệ kinh doanh với bà Nhu.